# Bombardier Challenger 600
Bombardier Challenger 600 — семейство пассажирских самолётов повышенной комфортабельности для гражданской и деловой авиации. Первоначально самолёт производился «Canadair». С 1986 года выпускается «Bombardier Aerospace».

## История
Первый опытный образец поднялся в небо в Монреале (Канада) 8 ноября 1978 года. Спустя год ещё два образца выполнили ряд полётов. При испытательном полёте 3 апреля 1980 года один из двух пилотов погиб. Несмотря на авиакатастрофу, самолёт был сертифицирован в этом же году США и Канадой.

## Варианты[3]

### CL-600-1A11 (вариант Challenger 600, CL-600)
Базовая модель семейства. Самолёт выпускался до 1983 года. Построено 83 экземпляра.

### CL-600-2A12 (варианты Challenger 601, CL-601, CL-601-3A, CL-601-3R)
Усовершенствованная версия CL-600. На крыльях появились винглеты, установлены более мощные двигатели General Electric CF-34.

### CL-600-2B16 (вариант Challenger 604, CL-604)
Серьёзно модернизированная версия. Вариант с более мощными двигателями, дополнительными топливными баками, усовершенствованы крылья и хвост самолёта. В кабине пилотов была установлена новая система авионики Pro Line 4™ компании Rockwell Collins Aerospace и изменено расположение многих панелей управления. На самолёте установлены новые шасси для взлёта и посадки с увеличенной массой.

### CL-600-2B16 (вариант Challenger 605, CL-605)
Введён в эксплуатацию в начале 2006 года. Самолёт отличается от предыдущего варианта модернизацией конструкции и авионики. Конструктивные улучшения включали бо́льшие размеры окон пассажирской кабины и округлый хвостовой конус. Основная аккумуляторная батарея была перенесена в носовой отсек. В кабине пилотов была установлена новая система авионики Pro Line 21™ компании Rockwell Collins Aerospace и изменено расположение некоторых панелей управления.

### CL-600-2B16 (вариант Challenger 650, CL-650)
Введён в эксплуатацию в 2015 году. Самолёт получил новую авионику, обновленный салон и более мощные двигатели. В доработанную систему авионики Rockwell Collins Pro Line 21™ добавили мультирежимный погодный радар и систему синтетического обзора, а также коллиматорный индикатор Head-Up Display для облегчения выполнения захода на посадку в сложных метеоусловиях.  На 5% была увеличена взлетная тяга двигателей General Electric CF34-3B.

### CL-610
CL-610 Challenger E должен был иметь удлинённый фюзеляж, который бы позволил вместить до 24 пассажиров. 
Проект приостановили в 1981 году.

### C-143А
Под этим наименованием самолёт CL-604 состоит на вооружении Береговой охраны США (US Coast Guard).

### CL-650 ARTEMIS
В 2020 году Армия США начала использовать самолёты Bombardier Challenger 650 ARTEMIS (Airborne Reconnaissance and Targeting Multi-Mission Intelligence System) как самолёты радиоэлектронной разведки. В частности, один из этих самолётов с сентября 2020 года базируется на аэродроме вблизи румынского города Констанца и совершает патрульные полёты вблизи границ России и Белоруссии.

## Bombardier CRJ и Challenger 800/850
На базе семейства бизнес-джетов CL-600 разработано семейство региональных пассажирских самолётов Bombardier CRJ и бизнес-джетов Challenger 800/850:
- CL-600-2B19 (варианты Regional Jet 100/200 / Challenger 800/850 / CRJ SE/ Regional Jet 440);
- CL-600-2C10 (варианты Regional Jet 700/ 701/ 702;
- CL-600-2D24 (вариант Regional Jet 900);
- CL-600-2D15 (вариант Regional Jet 705);
- CL-600-2E25 (вариант Regional Jet 1000).

## Лётно-технические характеристики

### Технические характеристики вариантов CL-601-1A, CL-601-1A/ER, CL-601-3A, CL-601-1A/ER, CL-601-3R, CL-601s[9]
- Экипаж: 2 пилота
- Пассажировместимость: до 19 человек (в зависимости от конфигурации)
- Длина: 20,85 м
- Размах крыла: 19,61 м
- Высота: 6,30 м
- Масса пустого: 9 292 кг
- Максимальная взлётная масса: 19 550 кг
- Полезная нагрузка: 1 814 кг
- Двигатели: 2× General Electric CF34-3A turbofans с тягой по 40,7 кН каждый

### Лётные характеристики
- Крейсерская скорость: 850 км/ч
- Максимальная скорость: 882 км/ч
- Максимальная дальность: 6236 км
- Практический потолок: 12500 м

## Потери самолётов
За время эксплуатации было потеряно 81 самолётов типа Bombardier Challenger CL-600:
| Дата       | Бортовой номер | Место катастрофы              | Жертвы | Краткое описание |
| ---------- | -------------- | ----------------------------- | ------ | --- |
| 03.04.1980 | C-GCGR-X       | Мохаве                        | 1/3    | Пилот потерял управление во время выполнения маневров в рамках испытательного полёта. |
| 03.01.1983 | N805C          | близ Хэйли                    | 2/2    | При заходе на посадку в СМУ столкнулся с горным хребтом, экипаж отклонился от стандартной схемы захода. |
| 07.02.1985 | N779XX         | Милан                         | 0/12   | При заходе на посадку просел ниже глиссады, столкнулся с поверхностью при попытке ухода на второй круг. |
| 20.03.1994 | N88HA          | Бассет-Рок                    | 0/2    | Во время полёта в тёмное время суток упала мощность обоих двигателей из-за наличия в топливе загрязнителя и воды. Экипаж совершил вынужденную посадку в поле. |
| 10.10.2000 | C-FTBZ         | Уичито                        | 2/3    | Испытательный полёт. Упал и взорвался сразу после взлёта из-за ошибок экипажа. |
| 04.01.2002 | N90AG          | Бирмингем                     | 5/5    | Сразу после взлёта накренился и потерял высоту из-за обледенения. |
| 28.11.2004 | N873G          | Монтроз                       | 3/6    | Сразу после взлёта накренился и потерял высоту из-за обледенения. |
| 02.02.2005 | N370V          | Тетерборо                     | 0/11   | На разбеге не смог оторваться от ВПП и выкатился с неё, имел недопустимо переднюю центровку. |
| 13.02.2007 | N168CK         | Внуково                       | 0/3    | На разбеге из-за обледенения крыла произошло сваливание самолета непосредственно после отрыва от ВПП, (хотя ночью хранился в ангаре и противообледенительная обработка была проведена в полном объеме), столкновение с поверхностью земли, разрушился. |
| 26.12.2007 | D-ARWE         | Алматы                        | 1/4    | На разбеге из-за обледенения крыла (хотя противообледенительная обработка была проведена в полном объеме) - сваливание самолета непосредственно после отрыва от ВПП, столкновение с поверхностью земли, разрушился и загорелся. |
| 07.11.2010 | N604JW         | Индианаполис                  | 0/0    | Поврежден до степени списания во время пожара в ангаре. |
| 06.01.2014 | N115WF         | Аспен (Колорадо)              | 1/3    | Частный реактивный 19-местный самолёт Canadair CL-600-2B16 Challenger 601, летевший из Тусона (штат Аризона), разбился в аэропорту города Аспен (штат Колорадо). Крушение произошло при заходе на посадку. |
| 29.01.2015 | N214FW         | юго-восточное побережье Арубы | 3/3    | Совершил несанкционированный взлет, преследовался истребителями ВВС Венесуэлы. Был сбит и разбился в территориальных водах Арубы. На месте крушения было обнаружено 400 упаковок с наркотиками, преимущественно с кокаином. |
| 07.01.2017 | D-AMSC         | Аравийское море               | 0/9    | Пересекся с пассажирским авиалайнером Airbus A380, когда оба самолёта пролетали над Аравийским морем. Challenger 604 оказался на 300 метров ниже А380, в результате чего потерял управляемость, попав под спутный след. Challenger 604 провернулся в воздухе около трёх раз, что вызвало прекращение работы всех турбореактивных двигателей и падению. Потеряв около трёх километров высоты, пилотам удалось вернуть управление и запустить двигатели. После перенесённых нагрузок самолет был списан. |
| 11.03.2018 | TC-TRB         | Шехре-Корд                    | 11/11  | Самолет принадлежащий турецкому бизнесмену, с 8 пассажирами и 3 членами экипажа на борту, направлялся из Шарджи в Стамбул. Все находившиеся на борту, в том числе оба пилота, были женщинами. Самолет разбился в горной местности после сообщения о технических неполадках. Эта катастрофа стала самой массовой по количеству погибших за всю историю эксплуатации CL-600. |
| 06.05.2019 | N601VH         | Коауила                       | 13/13  | В горах Мексики разбился частный самолет Bombardier Challenger 601, на котором из Лас-Вегаса возвращались домой болельщики боксера Сауля Альвареса после победного боя над американцем Дэниэлом Джейкобсом. По предварительной информации, катастрофа произошла после того, как самолет попал в грозу. |
| 26.07.2021 | N960LP         | Траки                         | 6/6    | Разбился при заходе на посадку. |
| 10.02.2024 | N823KD         | Нейплс                        | 2/5    | Неподалеку от взлетно-посадочной полосы у самолёта отказали два двигателя; пилоты попытались приземлиться на автомагистрали I-75, самолет столкнулся с препятствием, после чего загорелся. |